# المملكة الهندية الفرثية
كانت المملكة الهندية الفرثية أو المملكة الهندوفرثية (بالإنجليزية: Indo-Parthian kingdom) مملكةً فرثيةً أسسها غوندوفارس، ونشطت من عام 19 ميلاديًا إلى حوالي عام 226 ميلاديًا. في أوج ازدهارها، حكمت منطقة شملت أجزاءً من شرق إيران، وأجزاءً متفرقة من أفغانستان، والمناطق الشمالية الغربية من شبه القارة الهندية (معظم باكستان الحديثة وأجزاء من شمال غرب الهند). ربما كان حكامها من آل سورين، حتى أن بعض المؤلفين أطلقوا على المملكة اسم «مملكة سورين».
تأسست المملكة في عام 19/20 عندما أعلن حاكم زرنج (سجستان) غوندوفارس استقلاله عن الإمبراطورية الفرثية. ثم توجه لاحقًا بحملات إلى الشرق، فاحتل أراضي من الهنود السكوثيين والهنود الإغريق، محولًا بذلك مملكته إلى إمبراطورية. تقلصت مناطق نفوذ الهنود الفرثيين كثيرًا بعد غزوات الكوشان في النصف الثاني من القرن الأول. تمكنوا من الاحتفاظ بالسيطرة على سجستان، حتى غزتها الإمبراطورية الساسانية حوالي عام 224/5. سقطت سلالة باراتراجاس في بلوشستان، وهي سلالة هندية فرثية محلية، سقطت في فلك الإمبراطورية الساسانية حوالي عام 262 ميلاديًا.
اشتهر الهنود الفرثيون ببناء دير تختِ باهي البوذي (موقع تراث عالمي لليونسكو) في مردان، باكستان.

## علم الآثار والمصادر
يُعتقد أن مدينة تاكسيلا كانت عاصمةً للهنود الفرثيين. وقد كشف السير جون مارشال عن طبقاتٍ أثريةٍ واسعةٍ فيها كميات من القطع الأثرية ذات الطراز الفرثي. ويُنظَر إلى معبد جنديال القريب عادةً على أنه معبد نار زرادشتي من عهد الهنود الفرثيين.
تصف بعض الكتابات القديمة وجود الهنود الفرثيين في المنطقة، مثل قصة القديس توما الرسول، الذي جُنِّد نجارًا ليخدم في بلاط الملك «غودنافار» (الذي يُعتقد أنه غوندوفارس) في الهند. يصف سفر أعمال توما في الفصل السابع عشر زيارة توما للملك غودنافار في شمال الهند؛ ويصوره الفصلان الثاني والثالث وهو يشرع في رحلة بحرية إلى الهند، مما يربط توما بالساحل الغربي للهند.
يشير سينير إلى أن عادةً ما يُربط هذا الغودنافار بأول غوندوفارس، وهو بذلك مُؤرَّخ بعد ظهور المسيحية، ولكن لا يوجد دليل على هذا الافتراض، وتُظهر أبحاث سينير أن غوندوفارس الأول يُمكن تأريخه حتى قبل عام 1 ميلاديًا. وإذا كانت الرواية تاريخية، فمن المحتمل أن يكون القديس توما قد التقى بأحد الملوك اللاحقين الذين حملوا اللقب نفسه.
يروي فيلوستراطوس في كتابه حياة بليانس الطواني أن الفيلسوف اليوناني بليانس الحكيم زار الهند، وتحديدًا مدينة تاكسيلا حوالي عام 46 ميلاديًا. إذ يصف منشآتٍ على الطراز اليوناني، ربما في إشارة إلى سركب، ويوضح أن ملك تاكسيلا الهندوفرثي، فراوتس، تلقى تعليمًا يونانيًا في بلاط والده وكان يتحدث اليونانية بطلاقة:
«أخبرني أيها الملك، كيف اكتسبت إِجَادَة اللغة اليونانية هذه، ومن أين استقيت قدراتك الفلسفية كلها في هذا المكان؟»
[...]- «ربما أحضرني والدي، بعد تعليمي اليوناني، إلى الحكماء في سن مبكرة إلى حد ما، إذ كنت في الثانية عشرة من عمري آنذاك، لكنهم أنشأوني كابنهم؛ فهم يحبون خاصةً من يعترفون بمعرفته للغة اليونانية، لأنهم يعدّونه منتميًا إليهم فعلًا بحكم تشابه طباعه.»
الطواف حول البحر الإرتري هو دليلٌ ناجٍ من القرن الأول الميلادي للطرق الشائعة الاستعمال للإبحار في بحر العرب. يصف الدليل وجود ملوك فرثيين يقاتل بعضهم البعض في منطقة السند، وهي منطقة عُرفت آنذاك باسم «سكيثيا» نظرًا لحكم الهنود السكوثيين السابق لها:
«لهذا النهر (السند) سبع مصبات، ضحلة جدًا ومستنقعية، لذا فهي غير صالحة للملاحة، باستثناء أوسطها؛ إذ على شاطئه تقع مدينة السوق، بربريكوم. أمامها جزيرة صغيرة، وخلفها في الداخل تقع حاضرة سكيثيا، ميناغارا؛ وهي خاضعة لأمراء فرثيين يتقاتلون باستمرار.» (الطواف حول البحر الإرتري، الفصل 38)
يحمل نقش من تختِ باهي تاريخين، أحدهما في العام 26 من حكم المهراجا جودوفهارا (يُعتقد أيضًا أنه كان غوندوفارس)، والعام 103 من عصر غير معروف.

### ديانة الهنود الفرثيين
لا نعرف ديانة آل سورين مع علمنا أنهم كانوا في صراع ديني مع سلالة أرسكيد الزرادشتية. على عكس الهنود الإغريق أو الهنود السكوثيين، لا توجد سجلات صريحة لحكام الهنود الفرثيين الذين يدعمون البوذية، مثل التفاني الديني أو النقوش أو حتى الروايات الأسطورية. بالإضافة لذلك، ومع أن العملات المعدنية الهندية الفرثية تتبع عامةً علم العملات اليوناني بنحو وثيق، إلا أنها لا تعرض أبدًا رمز تريراتنا البوذي (باستثناء ساس اللاحق)، كما أنها لا تستخدم أبدًا تصوير الفيل أو الثور، وهي رموز دينية محتملة استخدمها أسلافهم بكثرة. يُعتقد أنهم احتفظوا بالزرادشتية، كونهم من أصل إيراني. ورث الكوشان اللاحقون الذين حكموا من منطقة بيشاور-خيبر-بختونخوا في باكستان هذا النظام الأسطوري الإيراني.
عُثِر على عملات معدنية للإله الهندوسي شيفا صادرةً في عهد غوندوفارس الأول.

### تمثيل أتباع الهنود الفرثيين
يُصوَّر الهنود الفرثيون مرتدين سترات قصيرة متقاطعة وبناطيل كبيرة فضفاضة على عملاتهم المعدنية وفي فن غاندارا، وربما تُكمِّلها بناطيل خارجية تُشبه الشبراج. تُزيَّن ستراتهم بصفوف من حلقات أو ميداليات زِينِيّة. عادةً ما يكون شعرهم كثيفًا ومُحاطًا بعصابة رأس، وهي ممارسة تبناها الفرثيون على نطاق واسع منذ القرن الأول الميلادي.
يُصوَّر أحيانًا أشخاص يرتدون أزياءً هندية فرثية بصفتهم ممثلين في مشاهد تَعَبُّد بوذية. يُعتقد عادةً أن معظم الحفريات التي أجراها جون مارشال في سركب قرب تاكسيلا تتعلق بطبقات هندية فرثية، مع أن دراسات أحدث تربطها أحيانًا بالهنود الإغريق. قدّمت هذه الأبحاث الأثرية كميةً من القطع الأثرية الهلنستية ممزوجةً بعناصر من العبادة البوذية (إسطبات). ويُحتمل أن بعض المعابد الأخرى، مثل معبد جنديال القريب، قد استُخدمت بصفتها معابد نار زرادشتية.

### المنحوتات البوذية
تشير التماثيل التي عُثر عليها في سركب، والتي تعود إلى أواخر العصر السكوثي وحتى العصر الفرثي (المستوى الثاني، 1-60 ميلاديًا)، إلى حالة متطورة من الفن الغانداري في ذلك الوقت أو حتى قبل الحكم الفرثي. وتجتمع مجموعة متنوعة من التماثيل، التي تتراوح بين آلهة هلنستية ومتعبدين غانداريين عاديين، مع ما يُعتقد أنه بعض التمثيلات المبكرة لبوذا والبوداسف. وما يزال من غير الواضح حتى اليوم متى ظهر الفن اليوناني البوذي في غاندارا تحديدًا، لكن الاكتشافات في سركب تشير إلى أن هذا الفن كان متطورًا للغاية قبل ظهور الكوشان.

### اللوحات الحجرية
تُعد اللوحات الحجرية العديدة التي عُثر عليها في غاندارا نماذجًا فنيةً بارزةً للفن الهندي الفرثي. تجمع هذه اللوحات بين التأثيرات اليونانية والفارسية، إلى جانب واجهية في التمثيلات والتي تُعدّ سمةً للفن الفرثي. لم يُعثر على هذه اللوحات إلا في طبقات أثرية تعود إلى الحكم الهندي الإغريقي، والهندي السكوثي، والهندي الفرثي، وهي غير معروفةٍ أساسًا في الطبقات الماورية السابقة أو الطبقات الكوشانية اللاحقة.
غالبًا ما تُصوِّر هذه اللوحات أشخاصًا يرتدون الزي الإغريقي في مشاهد أسطورية، لكن القليل منها يُصوِّر أشخاصًا يرتدون الزي الفرثي (عصابات رأس فوق شعر كثيف، وسترة متقاطعة على صدر مكشوف، ومجوهرات، وحزام، وبنطال فضفاض). تُظهر لوحة من متحف نابرستيك في براغ ملكًا هنديًا فرثيًا جالسًا متربعًا على أريكة كبيرة، محاطًا بخادمين يرتديان أيضًا الزي الفرثي. ويُصوَّرون وهم يشربون ويقدمون النبيذ.